# Výklad
Výklad je slohový útvar. Patří do funkčního stylu odborného. Postihuje a vysvětluje vnitřní souvislosti a vztahy, podmínky vzniku, vývoj, trvání jevu, jeho následky a objasňuje podstatu jevu. Výklad je základem učebnic, odborných časopisů a publikací.

## Cíl
Cílem výkladu je odborné poučení o některém tématu z oblasti vědy, techniky, hospodářství nebo umění. Sděluje nové poznatky (ve shodě s vědeckým poznáním) a také objasňuje konkrétní jevy.

## Metody
Existuje několik metod. Jedna metoda je deduktivní, což je postup od obecné poučky (definice) k objasnění konkrétních jevů. Druhá je metoda induktivní, což je postup od konkrétních jevů k vyvození obecného závěru. Další metody jsou srovnávací analýza, syntéza, abstrakce a zobecnění.

## Typy výkladu
- Výklad s definicí na začátku je statický výklad – vytčení vlastní podstaty, dále odlišnosti, vznik apod.
- Výklad o vzniku a vývoji jevu (populární), což je dynamický výklad. Text obsahuje vyprávěcí prvky, objevují se zde dějová slovesa a stylizace je popularizující.
- Výklad o poznání jevu – začíná se stavem a dalšími poznáními, dále míra poznání roste.
- Komu je výklad určen: výklad (pro neodborníky) x pojednání (pro odborníky)
- Podle jeho formy: mluvený (přednáška) x psaný (stať, odborný článek), popisný nebo dokazující

Témata jsou různorodá. Je vyjádřeno buď v názvu práce nebo na začátku textu.

## Návrh osnovy
U osnovy je potřeba, aby byla propracovaná, byla přehledná, úplná, návazná a měla logickou stavbu.
1. Úvod – Uvedení tématu, problematiky a cíle výkladu.
2. Vlastní výklad

a) Všeobecné informace o jevu, případně historie vzniku a vývoje jevu.
b) Použité metody, analýza částí nebo fází.
c) Konkrétní výklad - popisný nebo dokazující (indukce, dedukce)
d) Definice
3. Závěr – Shrnutí, vyvození jevů, poučení, zobecnění. Zdůraznění důležitých bodů výkladu, využití v praxi a význam. Přílohy a odborná literatura.

### Postup vědecké práce
1. Shromažďování látky (studium pramenů, vědeckých spisů, učebnic a příruček)
2. Zpracování poznatků + příklady
3. Zhodnocení, shrnutí, přehlednost, věcnost, správnost, jasnost, srozumitelnost

## Jazyk
Odborné názvy (termíny), vyjadřování je jmenné nebo slovesně jmenné.

## Syntax
Větné celky jsou složitější, propracované (správně a přesně vyjadřovány vztahy myšlenek). Věty jsou příčinné, podmínkové a účelové. Různé vsuvky a citáty.